# Joan Plumé i Bosch
Joan Plumé i Bosch (?, 1889 - l'Ametlla del Vallès, 1950), fou el primer alcalde elegit per sufragi universal de l'Ametlla del Vallès (1933-1934 i 1936-1939).
Fill adoptat per un matrimoni de l'Ametlla del Vallès, va viure sempre vinculat a la pagesia, arribant a ser masover de Ca n'Anglada.

## Activitat cultural
Interessat per la vida cultural del poble que, de la mà de l'alcalde Sebastià Bassa, s'estava impulsant, fou actor, promotor i director d'escena del primer grup escènic que portà el teatre a l'Ametlla. L'any 1911 formà part de la primera junta directiva del Centre Recreatiu de l'Ametlla (amb una coral, un grup de teatre i una secció de festes); fou un dels promotors de l'entitat Amics del Llibre (1926), que va crear la primera biblioteca pública, i sovint s'hagué d'enfrontar amb les autoritats locals del règim dictatorial. Entre el 1930 i el 1933 va ser també el president del Club de Futbol de l'Ametlla i va fer possible que disposés d'un terreny de joc.

## Activitat política
L'any 1933 presidí la comissió gestora nomenada per la Generalitat per posar-se al capdavant del municipi, fins que el gener de 1934 se celebraren eleccions municipals per sufragi popular. Plumé guanyà al front de la candidatura d'ERC. Destituït pels fets del sis d'octubre i restituït després de les eleccions de febrer de 1936 i fins a l'acabament de la guerra civil espanyola. És en aquest període quan l'habilitat i el compromís personal de Plumé aconsegueixen mantenir una estabilitat social durant tota la contesa.
El cronista local Josep Badia i Moret descriu aquest període com: […] un petit oasi de pau i de convivència. No hi hagué crims ni venjances, ni persecució política ni religiosa. Els homes emboscats tornaren a casa. Mossèn Lluís Paradell, rector de la parròquia, va romandre durant tota la guerra a l'Ametlla protegit i defensat en moments ben compromesos. Per impedir que l'església fos cremada, va ésser convertida en sindicat agrícola i magatzem d'avituallaments. Es va salvar l'arxiu parroquial i els tresors litúrgics de l'església.
Per evitar la requisa del Casal de la Visitació s'hi instal·laren les escoles públiques. Donades les circumstàncies d'aquells terribles tres anys, en Joan Plumé va voler ésser sempre el protector de tot i de tothom [...].
En acabar la guerra va deixar el càrrec i durant la seva absència, a les vigílies de l'ocupació de les tropes franquistes, quatre persones foren assassinades. Tornà a l'Ametlla per a reprendre la seva vida de masover, però el 5 de juny de 1939, en virtut de la llei de responsabilitats polítiques, fou detingut juntament amb vint convilatans més i condemnat a vint anys de presó. En va sortir dos anys després en règim de llibertat vigilada i amb la salut malmesa.
Va morir el mes de setembre del 1950.

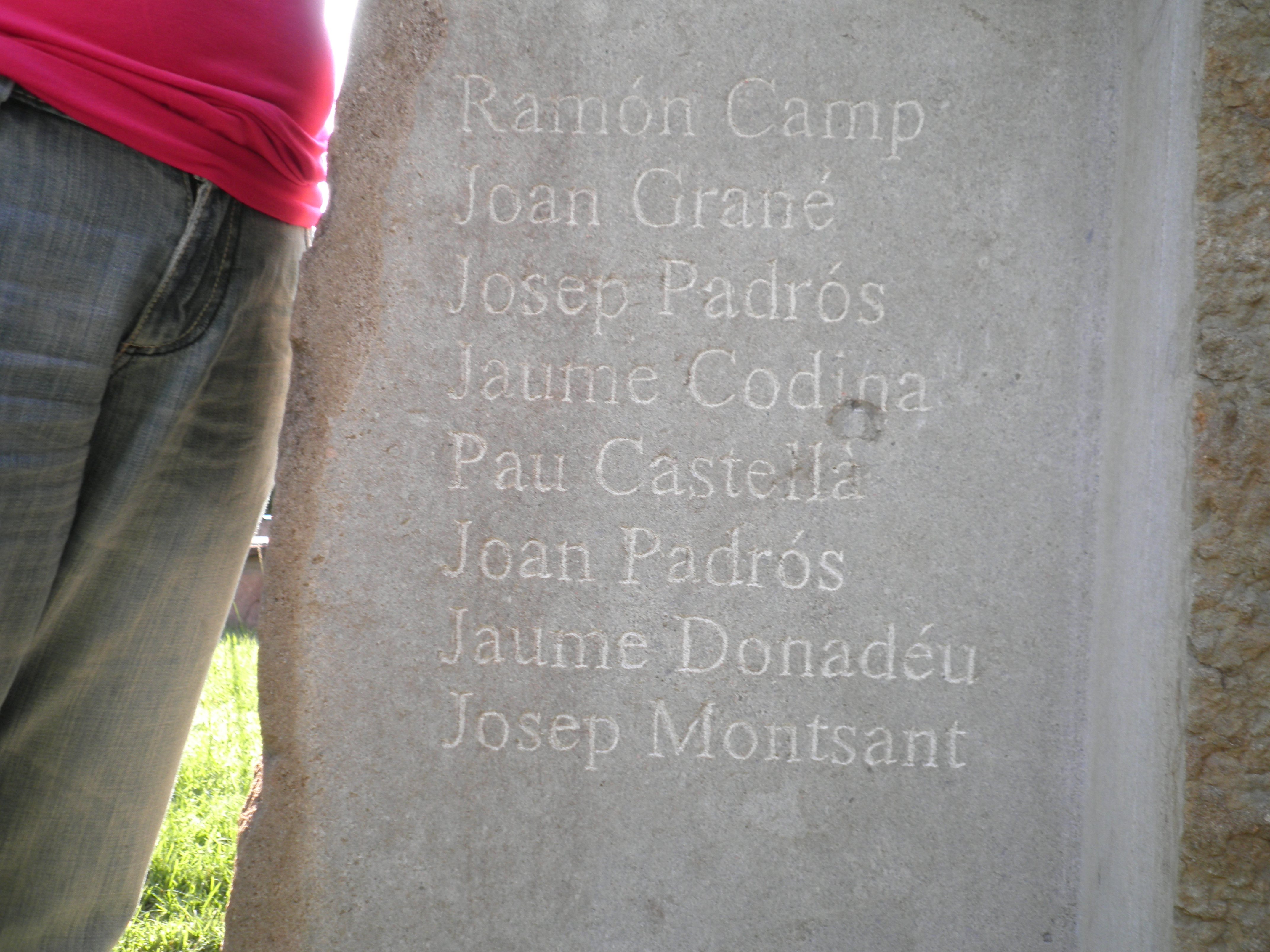
Companys represaliats amb Plumé
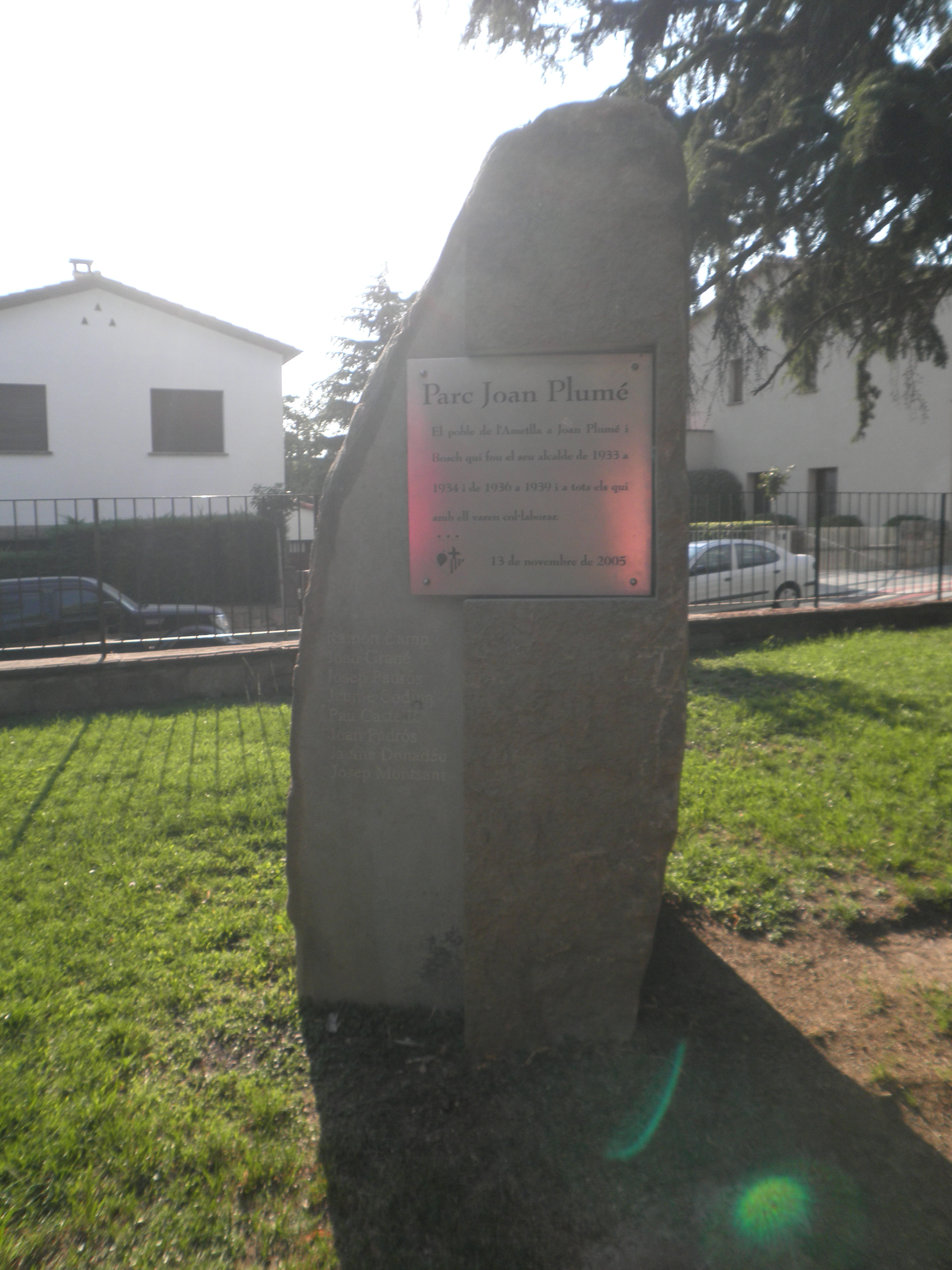
El poble de l'Ametlla del Vallès a l'alcalde Plumé i els seus companys d'ideals